# Altair-klass
Altair-klass är en fartygsklass inom svenska marinen där fem skolfartyg ingår. Besättningarna uppgår till tio personer på varje båt. Fartygsnamnen är hämtade från den gamla Plejad-klassen som bestod av torpedbåtar. Fartygen är inte stridsutrustade men kan utrustas med kulspruta och modifieras till bojbåt. Alla fem fartyg är stationerade i Karlskrona.

## Bakgrund

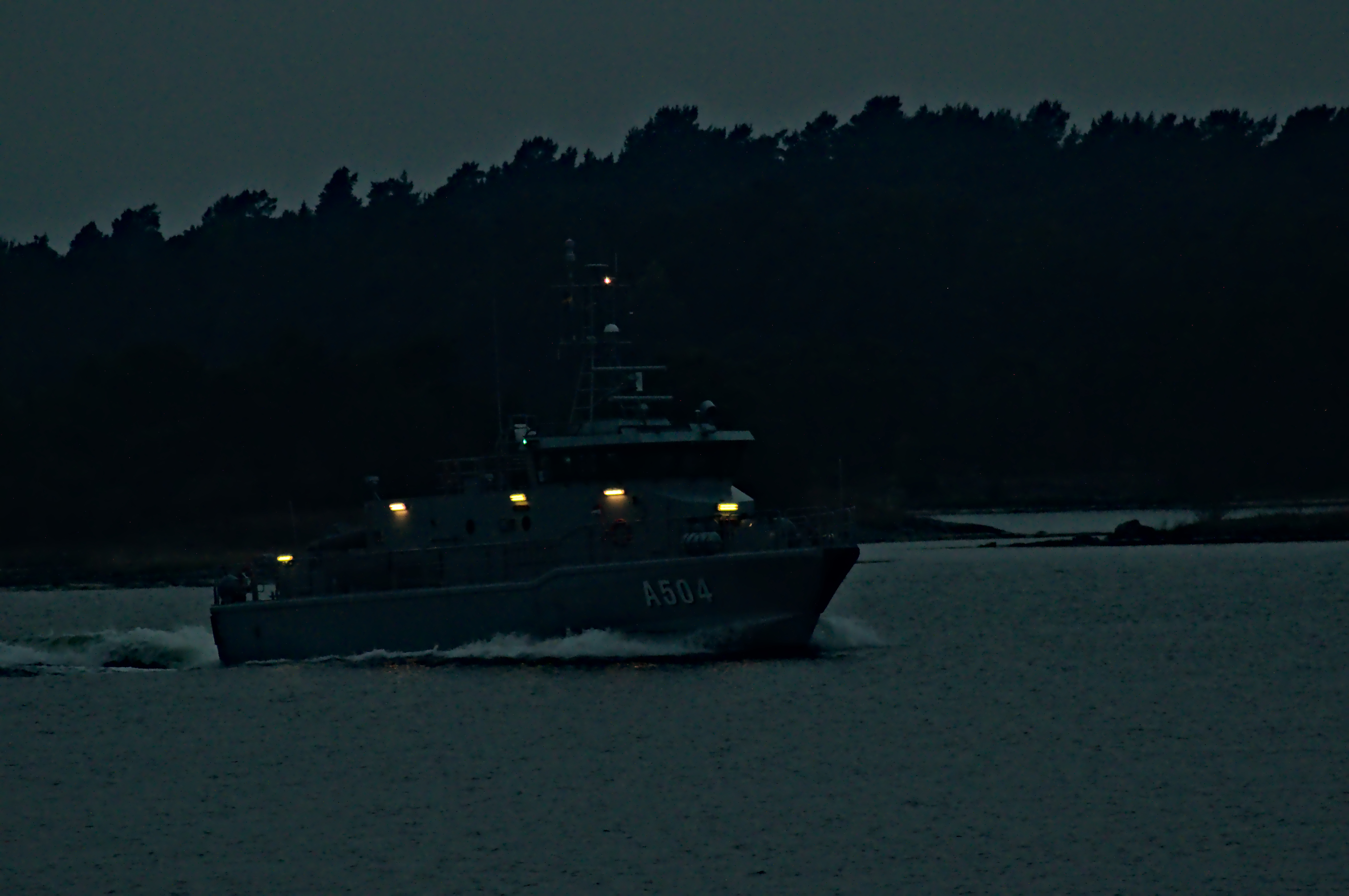
på kvällsuppdrag.

År 2004 behövde på grund av åldersskäl marinens gamla utbildningsfartyg ersättas. Detta var bland annat M-båtarna från 1940-talet, som inte uppfyllde kraven på säkerhet och arbetsmiljö. Man började leta efter en färdig fartygstyp som uppfyllde de ställde kraven på ett nytt utbildningsfartyg, men ingen hittades så man valde att projektera en egen båt.
Från början var beställning på sex båtar med av budgetskäl beslutades det att fem skulle byggas istället. Kostnaden per fartyg är 26 miljoner kronor. Beställningen hamnade på Swedeship Marine AB hos Djupviks varv på Tjörn. Båten är projekterad av Försvarets materielverk samt detaljkonstruerad och klassad hos Det Norske Veritas av Djupviks varv.

## Konstruktion
Fartygen är 26 meter långa och sex meter breda och skroven är gjorda av aluminium. Fartygens livslängd är beräknade till 25 år. De kan modifieras till bojbåtar för ubåtsjakt. Fartygen är inte utrustade för stridsuppgifter men kan beväpnas med en tung kulspruta i lavett. Besättningen består av tio personer; fartygschef, försteofficer, maskintjänstchef, kock och sex elever per båt.

## Fartyg i klassen
1. HMS Altair (A501)
2. HMS Antares (A502)
3. HMS Arcturus (A503)
4. HMS Argo (A504)
5. HMS Astrea (A505)